# Белеївська сільська рада
| Белеївська сільська рада — орган місцевого самоврядування у Долинському районі Івано-Франківської області з адміністративним центром у с. Белеїв. Утворена 15 липня 1993 року. Водоймища на території, підпорядкованій даній раді: річка Тур'янка. Сільській раді підпорядковані населені пункти: - с. Белеїв |

## Склад ради
Рада складається з 15 депутатів та голови.

### Керівний склад ради
| ПІБ                      | Основні відомості                                                                       | Дата обрання | Дата звільнення |
| ------------------------ | --------------------------------------------------------------------------------------- | ------------ | --------------- |
| Романишин Євген Іванович | Сільський голова, 1966 року народження, освіта, член Конгресу Українських Націоналістів | 26.03.2006   | 31.10.2010      |
| Тюн Галина Миколаївна    | Сільський голова, 1963 року народження, освіта вища, Політична партія 'Наша Україна'    | 31.10.2010   |                 |

Примітка: таблиця складена за даними джерела